# Geschichte Grebenaus und des Gründchens
Das Gebiet um die heutige Stadt Grebenau, einer Stadt im Vogelsbergkreis in Hessen, kann auf eine sehr lange Geschichte zurückblicken. Das Gründchen genannte Gebiet ist eine wiesen- und waldreiche Landschaft.

## Prähistorie

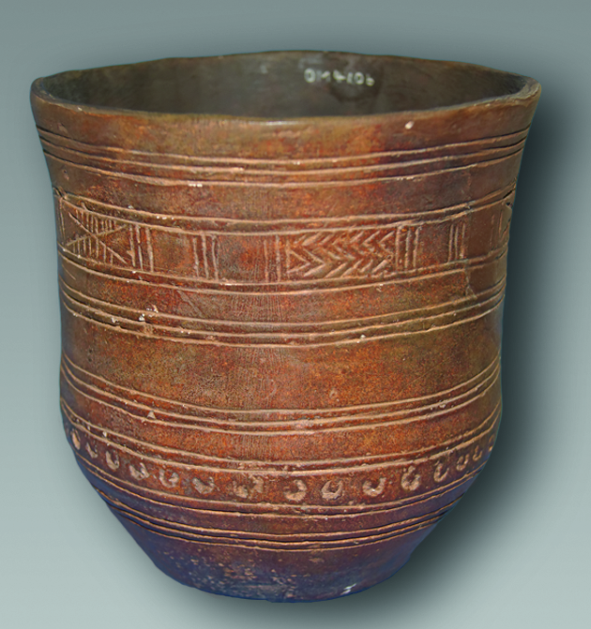
Glockenbecher, Fundort Grebenau, Ausstellung im Oberhessischen Museum Gießen

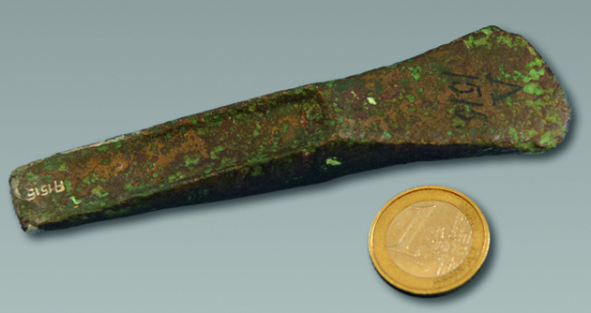
Randleistenbeil Schaftkelt, Fundort Grebenau, Ausstellung Oberhessisches Museum Gießen

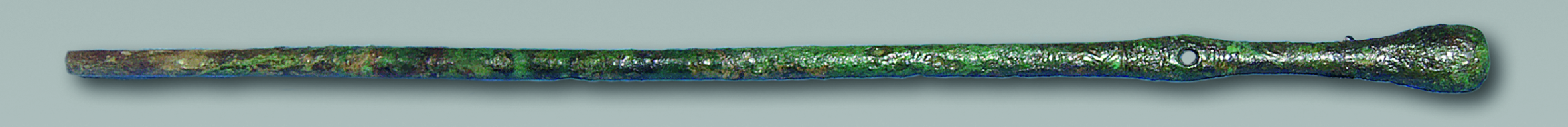
Lochhalsnadel, Fundort Grebenau, Ausstellung in oberhessisches Museum Gießen

Obwohl das Gründchen weder von den Bodenverhältnissen noch vom Klima begünstigt ist, reichen die ersten Spuren menschlicher Besiedlung im Bereich der Stadt Grebenau in die Bronzezeit, vor etwa 3.500 Jahren, zurück. Die ältesten Spuren der Besiedlung des Gebietes um Grebenau liefern Bodenfunde aus der Hügelgräberzeit des 2. Jahrtausends vor Christus. Zahlreiche, zum Teil gut erhaltene Hügelgräber zeugen davon, dass die Gegend an Jossa und Schwarza Menschen über längere Zeit eine ausreichende Lebensgrundlage bot. Von Spanien kommend breiteten sich am Übergang von der Jungsteinzeit zur Bronzezeit, von 2.600 bis etwa 2.200 v. Chr., die Glockenbecherleute in Europa aus und brachten die Kenntnisse der Kupfermetallurgie mit.
Im Oberhessischen Museum in Gießen ist ein etwa 3000 Jahre alter, gut restaurierter Glockenbecher aus dem Gründchen zu bestaunen. In den 1880er Jahren wurden bei der Öffnung von bronzezeitlichen Hügelgräbern neben Skelettteilen einige gut erhaltene Metallgegenstände gefunden. Ein Randleistenbeil/Schaftkelt sowie eine fein geriffelte Keulenkopfnadel/Lochhalsnadel mit durchbohrtem, geschwollenen Hals aus Bronze zeugen vom großen handwerklichen Geschick der Gründchenbewohner vor etwa 2500 Jahren.

## Frühes Mittelalter
Nach den bronzezeitlichen Zeugnissen der Besiedlung des Gründchens findet sich ein erster schriftlicher Beleg im Codex Eberhardi, einem Kopiar, angelegt in der Zeit um 1150. Eine Beschreibung der Schlitz-Lauterbacher Mark datiert auf das Jahr 812. Erwähnt wird der Ort „... ad Esgenbach“ (zu Eschenbach). Eine weitere Datierung stammt aus der 2. Hälfte des 12. Jahrhunderts: „... ad Esginebah“.
Der Ort, der ca. 2,5 km von Wernges entfernt lag, fiel später wüst. Der Ortsname ist erhalten in dem heutigen Flurnamen Eschelbach. Abgeleitet ist der Name vom mhd. „asch“ „esche“ und bedeutet „Siedlung am mit Eschen bewachsenen Bach.“
Mit der politischen Gliederung wurde auch die Gegend von Hersfeld und Fulda aus um diese Zeit missioniert. Grebenau war wahrscheinlich bereits um 800 eine karolingische Straßenfeste. Die Geschichte von Grebenau ist eng mit der „Straße durch die kurzen Hessen“ verbunden, auf der im Mittelalter sogar Könige mit ihrem Gefolge vorbeizogen. 

### Hochmittelalter
Sicher belegt ist der Durchzug des Königs und späteren Kaisers Heinrich IV., auf dem Weg nach Mainz, im Jahr 1071. Der Mönch und Geschichtsschreiber Lampert von Hersfeld dokumentiert für dieses Jahr das Unglück von Liupold von Meersburg, als dieser im Gefolge Heinrichs IV. nach einer Mittagsrast in Utenhusen (Udenhausen (Grebenau)) so unglücklich vom Pferd in sein eigenes Schwert fiel, dass er sofort starb.
Die erste urkundliche Erwähnung Capells, des späteren Grebenaus, erfolgte im Jahr 1073 in einem Bericht Lamperts von Hersfeld: „... in villa, quae dicitur Capella, haud procul ab Hersveldia“. (Im Dorf, welches Capella genannt wird, nicht weit entfernt von Hersfeld).
Nach seiner Flucht von der Harzburg traf sich Heinrich IV. zu Beginn des Sachsenkriegs auf dem Weg nach Trebur, Mainz und anderen Städten am Rhein am 18. und 19. August 1073 mit einigen Fürsten, unter ihnen Herzog Rudolf von Schwaben, in Capella  bei Hersfeld, dem heutigen Grebenau. 
Erst eine Urkunde aus dem Jahre 1527 bezeugt, dass Waldkappel und Grebenau identisch sind: „... Waltkappele das itzt auch Grebenau genandt.“
Derartige Aufenthalte des Königs belegen, dass es im 11. Jahrhundert eine geeignete Infrastruktur für die Versorgung eines königlichen Gefolges am Zusammenfluss von Jossa und Schwarza gab, zumal auch das damalige Waltcapel zum Reichskirchengut gehörte. Die Verwendung des Begriffes Capella (Fiskalkirche) durch Lampert von Hersfeld macht dies deutlich. 
Auf Dauer vor Ort lebende Ministeriale bauten sich oft kleine Anlagen aus Holz oder Stein in der Nähe von Dörfern und Höfen in der Ebene. Auf aufgeschütteten Hügeln entstanden zuweilen Turmhügelburgen, Motten genannt. Die erhöhte Lage des aus den Ruinen der ehemaligen Burg entstandenen Klostergebäudes zwischen Jossa und Schwarza sowie der bis vor wenigen Jahrzehnten noch gut sichtbare Burggraben erlauben die Vermutung, dass es hier ähnlich war.

## Hoch- und Spätmittelalter

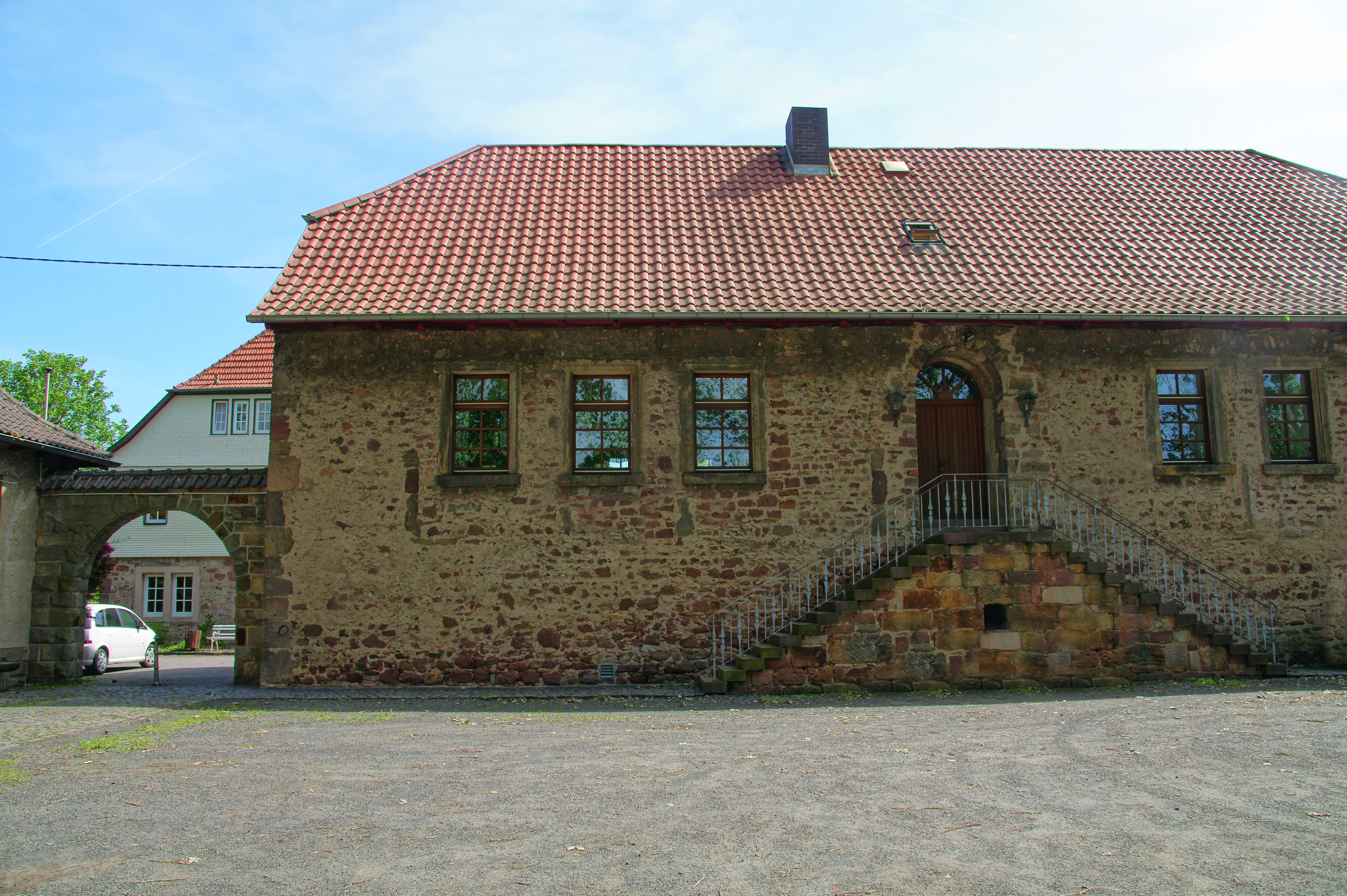
Rathaus der Stadt Grebenau im ehemaligen Johanniterkloster

Im Laufe der Geschichte gab es bedingt durch die herrschaftlichen Verhältnisse im Gründchen oft mehr Trennendes als Gemeinsames. Bis zur Mitte des 13. Jahrhunderts waren die Grafen von Ziegenhain sowohl als Lehnsnehmer der Fuldaer als auch der Hersfelder Äbte für die Orte im Gründchen verantwortlich. Um 1264 befehdete der Hersfelder Abt Heinrich III. mit Hilfe einiger Ritter – darunter Graf Gottfried V. von Ziegenhain – den Fuldaer Abt Bertho II., wegen seiner geringen Körpergröße genannt „Abt Fingerhut“. Auch von der Grebenauer Burg Capelle aus, die damals Fuldaer Vogtei der Ziegenhainer Grafen war, versuchten die Ritter während des Interregnums im Reich (1254 bis 1273) ihren Einfluss gegenüber den mächtigen Reichsabteien auszudehnen. Die Niederlage der Ritterschaft endete mit der Zerstörung von 15 Burgen durch Abt Fingerhut in Rhön und Vogelsberg, darunter die Burg Capelle. Gottfried V. von Ziegenhain verlor infolge der Niederlage einen Teil seiner Besitzungen und Privilegien im Gründchen. So zwang Abt Bertho II. 1270 ihn und mit ihm verbündete Adelige, ihre Güter und die Dörfer Eulersdorf (Ailhardesdorph), Reimenrod (Reinmerode), Udenhausen (Udenhusen) und die jetzige Wüstung Winden an die Johanniter zu Nidda zu veräußern. Die Ordensbrüder machten das zerstörte Burggebäude wieder bewohnbar und gründeten um 1278 eine Kommende in Grebenau.

### Landesherren
Bereits 1265 wurde in einer Hainaer Urkunde erstmals der Ortsname Grevenhowa genannt: „... bona mea in Winden apud Greuenhowa“ (meine Güter in Winden bei Grebenau).
Der Ort Winden fiel später wüst.
Spätestens nach der Zerstörung der Burg Capelle und deren Wiederaufbau als Johanniterkommende kam dem Ort, der sich in direkter Nähe befand, eine größere Bedeutung zu. 1285 heißt es in einer anderen Urkunde: „... domus s. Johannis in Grebenawe“. 1320 schreibt man den Ortsnamen „Grevenowe“.
Die Johanniterkommende wird 1344 erneut belegt: „... s. Johanns Ordens zu Grefenawe ...“ 1436 heißt es: „Grebinauwe, Greffinawe“.
Der Ortsname leitet sich vom mhd. grave, grebe ab und bezeichnet „Inhaber richterlicher Gewalt“: Graf, Schultheiß Dorfvorstand. Die Namensforschung sieht eine Benennung nach den Grafen von Ziegenhain, den Fuldaer Vögten. Diese erbauten hier wahrscheinlich um die Mitte des 13. Jahrhunderts. Der Ort ist nicht zu verwechseln mit Grebenau (Guxhagen).
Die Ortsbezeichnungen Capelle, Capella oder Waltcapel verschwanden danach gänzlich aus den Schriften. Auch wenn „daz hus zu Grebenouwe“ in den folgenden 250 Jahren immer wieder in andere Hände fiel (Landgraf Heinrich von Hessen, Friedrich von Lißberg, Rohrich von Eisenbach, Frytschin von Schlitz), war es jedoch meistens der Komtur der Johanniter, der vor Ort die Entscheidungen traf.
In Schwarz übten die Grafen von Ziegenhain, anders als in Grebenau, die Vogteirechte auch nach 1270 weiter aus. Als deren Lehnsnehmer traten in Schwarz die Herren von Romrod, Fink von der Altenburg, die Herren von Liederbach und die von Merlau in Erscheinung.

### Die „Hainischen Dörfer“

Abzeichnung des Siegels der Stadt Grebenau aus 1624

Wallersdorf (1200) und Bieben (1231) mit Merlos (1280) waren durch Verkauf und andere Akte von adligen und kirchlichen Besitzern bereits früh an das Kloster Haina gefallen und dabei erstmals urkundlich erwähnt worden. Sie werden in der Geschichtsschreibung folglich die „Hainischen Dörfer“ genannt.
1372 kam Grebenau unter landgräflich-hessischen Einfluss, als der Johanniterorden sein Haus in Grebenau für 3000 Schillinge an Landgraf Hermann II. verkaufte. Der Orden erhielt es als Pfand aber wieder zurück.
Die Einführung der Reformation in Hessen durch Landgraf Philipp I. brachte für die beiden größten Ortschaften im Gründchen eine weitere Zäsur. In Grebenau nutzte der Landgraf die Gelegenheit, sich den Ordensbesitz der Kommende Grebenau anzueignen und 1527 Dietrich den Jüngeren von Plesse damit zu belehnen. In diesem Jahr wurde das Gründchen evangelisch. Heinrich Schröder war in dieser Zeit einer der ersten evangelischen Pfarrer in Grebenau.
Mit der Zusammenlegung der beiden Gerichte der sogenannten „hainischen Dörfer“ (Wallersdorf, Hof Merlos und Bieben) mit dem Gericht Grebenau zum „Amt Grebenau“ erhielt Grebenau am 10. Juni 1605 unter der Regentschaft des Landgrafen Ludwig V. von Hessen-Darmstadt die Stadtrechte und das Privileg, jährlich drei Kram- und Jahrmärkte abzuhalten. Das SIGILLUM REI PUB GREBENAUIENSIS zeigt – wie auch das Wappen der Stadt – einen mittelalterlichen Greben auf einer grünen Aue.

## Neuzeit

### 17. bis 19. Jahrhundert
Die Verleihung der Stadtrechte konnte keine große Wirkung mehr entfalten, denn bereits wenige Jahre später begann der Dreißigjährige Krieg. Die Bilanz von 30 Jahren Krieg war erschreckend: 70 bis 90 Prozent der ansässigen Bevölkerung fielen dem Krieg und kriegsbedingten Auswirkungen zum Opfer, eine Vielzahl der Ortschaften lag gänzlich wüst oder konnte nur noch wenige Jahrzehnte existieren. Landwirtschaft, Handwerk und Handel waren ruiniert. Reimenrod zählte nur noch sechs Einwohner.
Die Bevölkerung hatte kaum zwei Generationen Zeit, sich zu erholen, als mit dem Österreichischen Erbfolgekrieg (1740–1748), dem Siebenjährigen Krieg (1756–1763) und den französischen Revolutionskriegen (1792–1815) erneut große Not über die Menschen hereinbrach.
Über viele Jahrhunderte gab es in Grebenau und Schwarz Amt und Gericht der jeweiligen Herren. Mit der Auflösung der Ämter in Grebenau (1812) und Schwarz (1821) verloren beide Orte stark an Bedeutung.
Nach dem ersten Schwabenzug in den Banat folgten ab 1763 auch Einwohner des Gründchens dem Ruf von Katharina der Großen und gingen nach Russland. Zwei weitere Auswanderungswellen (1816–1817 und 1845–1855) führten noch einmal zu einem spürbaren Bevölkerungsschwund (> 800 auf < 680). Jahre mit Missernten und die beginnende Industrialisierung waren nun für viele Grund genug, die Heimat, meist in Richtung USA, zu verlassen. Den Rückgang der Schafzucht und der handwerklichen Leinenweberei konnte die Landbevölkerung nicht kompensieren, erst der Ausbau der Infrastruktur führte zu wirtschaftlichen Verbesserungen.

### 20. und 21. Jahrhundert
Nach 55-jährigem Bemühen um eine Eisenbahnverbindung wurde noch während des Ersten Weltkriegs 1916 der letzte Abschnitt Alsfeld-Grebenau in Betrieb genommen. Die Zeit der Weimarer Republik und die Jahre des Nationalsozialismus brachten für das Gründchen und seine Bevölkerung erhebliche Einschnitte. Bis zum Beginn der NS-Zeit gab es ein gutes Einvernehmen zwischen Juden und Christen in Grebenau. Viele jüdische Männer waren Mitglied im Kriegerverein (viele auch Kriegsteilnehmer im Ersten Weltkrieg) und im Turnverein. Dies war sicherlich nicht ungewöhnlich, denn immerhin gehörten 1910 etwa 20 %, 1924 circa 12,5 % und selbst 1933 noch rund 9,1 % der Grebenauer Bevölkerung der Jüdischen Gemeinde Grebenau an. Mehrere Kaufleute und Viehhändler, aber auch ein Sattler und Polsterer, ein Bäcker, ein Schneider und zwei Schuhmacher trugen erheblich zur wirtschaftlichen Prosperität von Grebenau bei.
Dies änderte sich 1933 und spätestens 1938 grundlegend. Es spielte auf einmal keine Rolle mehr, dass zwischen 1909 und 1929 Heinrich Lichtenstein als jüdischer Lehrer im staatlichen Auftrag sowohl jüdische als auch christliche Kinder unterrichtete. Noch 1925, bei der Einweihung der Turnhalle des TV „Frohsinn Grebenau“ wurde dem hoch angesehenen Mann die ehrenvolle Aufgabe übertragen, die Festrede zu halten. Nachdem 1938 die Synagoge einem Brandanschlag zum Opfer gefallen war, wurden 1939 nur noch 14 jüdische Einwohner gezählt. In den folgenden Kriegsjahren erlosch die jüdische Gemeinde gänzlich.

### Zweiter Weltkrieg
Durch den beginnenden Zweiten Weltkrieg begann für Grebenau eine leidvolle Zeit, die über die Beendigung des Krieges hinausging.
Neben vielen Toten und Vermissten aus allen Stadtteilen gab es selbst im abgelegenen Gründchen Personen- und Sachschäden. So wurde die Grebenauer Kirche getroffen, und in Schwarz brannte ein Hof nieder. Glück hatte das Gründchen jedoch am 27. September 1944. Ein schwerer strategischer Bomber der USAAF (B-24 Liberator) Consolidated B-24 wurde an diesem Tag abgeschossen und stürzte mit zehn Mann Besatzung kurz vor Grebenau, im Bereich des Langwiesenwegs, kaum 200 m vom damaligen Kindergarten und der ersten Wohnbebauung entfernt, ab.

### Einwohnerentwicklung
Das Ende des Zweiten Weltkriegs, mit Massenflucht und Vertreibung, stellte Grebenau vor eine große Herausforderung und Belastungsprobe, denn Flüchtlinge und Heimatvertriebene waren nicht nur mit Wohnraum zu versorgen. Die Wohnbevölkerung wuchs von 676 (1939) auf fast 1100 Einwohner (1945/46) an. Mit dem Beginn des Wirtschaftswunders entspannte sich die Lage. Innerorts wurde Baulücken geschlossen und dazu Neubaugebiete geschaffen.

## Wirtschaft und Infrastruktur
Anstelle der ausgedehnten Buchenwälder, die noch im Mittelalter das Gesicht des Gründchens prägten, sind in den vergangenen fast 400 Jahren Kiefern und Fichten die vorherrschenden Baumarten in der noch immer sehr waldreichen Region geworden. Ab 1625 haben viele Generationen Forstleute dazu beigetragen, dass die „Grebenauer Kiefer“ wegen ihrer hervorragenden Wertholzqualität bundesweit bekannt ist. 1876, also kaum 250 Jahre nach Beginn der Umstellungen waren im Gründchen nur noch auf 15 % der Waldfläche Laubbäume anzutreffen. Die Hochwaldwirtschaft hatte die Niederwaldwirtschaft, bei der überwiegend schnell wachsende Birken alle 18 bis 20 Jahre eingeschlagen wurden, abgelöst. Bei Jahresniederschlägen um 680 mm beschränkt sich die ackerbauliche Nutzung im Wesentlichen auf die tiefgründigeren und nährstoffreicheren Böden der Talhänge. Die Auen und flacheren Talgründe werden meistens grünlandgenutzt.

### Wirtschaft und Verkehr
Verkehrstechnisch lag Grebenau in alter Zeit günstig an der Ostwestverbindung vom Rhein-Main-Gebiet nach Thüringen, den sogenannten Kurzen Hessen. In den Gemarkungen Grebenau und Schwarz heißt ein Streckenabschnitt bezeichnenderweise heute noch die Frankfurter Straße. Von Nordosten nach Südwesten schnitt der Knotenweg diese Trasse in Richtung Lauterbach und von Süden führte der Ottrauer Weg von Fulda kommend an Grebenau vorbei. Auf den alten Handelsstraßen waren Kaufleute, Handwerker und auch das Militär unterwegs. Der Transport von Waren zu den Messen in Frankfurt und Leipzig sorgte über Zolleinnahmen und bezahlte Hilfsdienste für regelmäßige Einnahmen und einem bescheidenen Auskommen. Die Fuldaer Pröpste nutzten ihr eine Tagesreise von Fulda entfernt bei Wallersdorf liegendes Gut gelegentlich zur Rast, wenn sie auf dem Weg ins westfälische z. B. nach Paderborn, Hameln oder zum Kloster Corvey wollten. Die Kleinstaaterei, mit all ihren negativen Auswirkungen, war über viele Jahrhunderte ein gewaltiger Bremsklotz bei der wirtschaftlichen Entwicklung nicht nur im Gründchen. Der Ausbau von Infrastruktur fand, wenn überhaupt, nur in bescheidenem Umfang statt. Kriegskosten sowie Prunksucht und rücksichtslose Jagdleidenschaft der Landgrafen trugen deutlich zur Verarmung der Landbevölkerung bei.

### Eine Eisenbahn fürs Gründchen
Nach Beginn der Industrialisierung dauerte es noch bis ins Jahr 1915/1916 ehe die 23,4 km lange Bahnverbindung (Gründchenbahn) zwischen Alsfeld und Niederjossa auch das Gründchen an das zu diesem Zeitpunkt bereits etwa 70.000 km lange Schienennetz im Deutschen Reich anband. 55-jähriges Bemühen um eine Eisenbahnverbindung für das Gründchen waren vom Erfolg gekrönt. Damit hatte das Gründchen wieder eine Chance den Anschluss zu gewinnen. Viele Tausend Kubikmeter Holz und landwirtschaftliche Rohprodukte verließen auf dieser Strecke das Gründchen. In der Gegenrichtung fanden beispielsweise Düngemittel kostengünstig den Weg hierher. Das große Raiffeisen-Lager in der Bahnhofstraße war wichtige Drehscheibe für den Ex- und Import von Waren im Gründchen.
Über viele Jahrzehnte war die Eisenbahn das Transportmittel für Schüler und Pendler. Wie viele Ost-West-Verbindungen verlor auch die Strecke Alsfeld-Bad Hersfeld durch die deutsche Teilung stark an Bedeutung. Zurückgehender Transportbedarf im Güterbereich und anstehende Sanierungsinvestitionen in die zwei großen Brückenbauwerke bei Eifa brachten wenige Monate vor ihrem 60-jährigen Bestehen am 26. Mai 1974 das Aus für den Personenverkehr auf dieser Strecke. Von Alsfeld beginnend wurden in den folgenden 20 Jahren immer wieder Teilstrecken auch für den Güterverkehr geschlossen. Heute ist auf der gesamten Strecke kein Schienenverkehr mehr möglich. Der öffentliche Personennahverkehr übernehmen nun Omnibusse im Linienverkehr nach Alsfeld, Lauterbach und Bad Hersfeld.

### Branchen
Zu der Wirtschaft im Gründchen gehört insbesondere der Bausektor. Heute gehören die größten Arbeitgeber im Gründchen der Metallbranche an und tragen mit ihren Produkten den Namen der Stadt Grebenau auch zu internationalen Kunden.
In der Landwirtschaft hat eine starke Konzentration stattgefunden. Von den 38 Betrieben im Gründchen bewirtschaften 14 mehr als 75 ha Land. Alle anderen haben weniger als 20 ha „unter dem Pflug“. Gerade einmal 10 Milchviehhalter sind übrig geblieben. Auch wenn fast 600 Einwohner zum Arbeiten das Gründchen verlassen, bietet die Stadt immerhin etwa 300 Menschen von außerhalb Arbeit. Insbesondere für Tätigkeiten im öffentlichen Dienst wie Polizei, Schule oder Verwaltung finden im Gründchen Ansässige vorwiegend außerhalb Arbeit.

### Schule und Kindergarten
In dem städtischen Kindergarten „Tabaluga“, im Stadtteil Eulersdorf, werden Kinder ab dem ersten Lebensjahr betreut. Seit dem 25. August 1978 werden die Kinder des Gründchens und aus dem Alsfelder Stadtteil Lingelbach in der neuen Grebenauer Grundschule unterrichtet. Seit dem 17. September 1980 trägt sie den Namen der bekannten schwedischen Kinderbuchautorin Astrid Lindgren. Die ALS wird von etwa 150 Kinder in sieben Klassen besucht. Seit über 30 Jahren wird das Modell „Eingangsstufe“ praktiziert, es ermöglicht den bruchlosen Übergang aus dem Kindergarten in die Schule.

## Politik
Mit der faktischen Abschaffung der gemeindlichen Selbstverwaltung durch die Deutsche Gemeindeordnung von 1935 und die folgende Gesetzgebung verlor Grebenau während der Zeit des Nationalsozialismus seine Stadt- und Marktrechte. Gemeinsam mit Romrod und Kirtorf erhielt Grebenau am 1. September 1958 seine Stadtrechte zurück. Durch die Gebietsreform vom 31. Dezember 1971 wurde durch den Zusammenschluss mit Eulersdorf, Reimenrod, Schwarz, Udenhausen und Wallersdorf die Großgemeinde Grebenau gebildet. Bieben mit Merlos komplettierten am 1. August 1973 die neue Großgemeinde im Gründchen. In der am 27. April 2011 gewählten Stadtverordnetenversammlung mit ihren 15 Mitgliedern sind erstmals vier Parteien vertreten.